# Western Collegiate Hockey Association
| Western Collegiate Hockey Association          |                                                                        |
| Logo der Western Collegiate Hockey Association |                                                                        |
| Gründungsjahr                                  | 1951                                                                   |
| Mitglieder                                     | 8                                                                      |
| Sport                                          | Eishockey                                                              |
| Region                                         | Mittlerer Westen                                                       |
| Bundesstaaten                                  | 3 – Minnesota, Ohio, Wisconsin                                         |
| Frühere Namen                                  | Midwest Collegiate Hockey League Western Intercollegiate Hockey League |
| Hauptsitz                                      | Denver, Colorado                                                       |
| Vorsitzender                                   | Bruce McLeod                                                           |

An der WCHA beteiligte Bundesstaaten

Die Western Collegiate Hockey Association (WCHA) ist ein US-amerikanischer Verband mit Sitz in Denver und betreibt eine Universitäts- und Collegesportliga, die vor allem im Mittleren Westen der Vereinigten Staaten angesiedelt ist. Sie gehört zur Division I der National Collegiate Athletic Association und ist seit 2021 eine reine Fraueneishockey-Conference.
Bis 2011 gewannen Teams der WCHA insgesamt 38 Mal die Männer-Eishockeymeisterschaft der NCAA. Die Frauenmannschaften der WCHA gewannen die 13 ersten Meisterschaften der NCAA seit deren Einführung 2001.

## Geschichte
1951 wurde die „Midwest Collegiate Hockey League“ (MCHL) gegründet. 1953 wurde diese in „Western Intercollegiate Hockey League“ (WIHL) umbenannt. Seit 1959 trägt die Conference den aktuellen Namen. Der Meister der regulären Saison erhält den MacNaughton Cup, während der Sieger der Finalrunde die Broadmoor Trophy verliehen bekommt.
Zur Saison 2013/14 folgte eine deutliche Umstrukturierung, die nur den Männerbereich der NCAA betraf. Die Pennsylvania State University stellt seit 2012 ein eigenes Eishockeyteam, sodass Wisconsin und Minnesota die WCHA verließen, um gemeinsam mit der Penn State, der Michigan State University, der University of Michigan sowie der Ohio State University eine neue Conference innerhalb der Big Ten zu gründen. Die drei letztgenannten verließen die Central Collegiate Hockey Association (CCHA), die daraufhin aufgelöst wurde. Die verbliebenen Mannschaften der CCHA schlossen sich gemeinsam mit sechs Mannschaften der WCHA in der National Collegiate Hockey Conference neu zusammen. Diese sechs waren die University of Denver, das Colorado College, die University of Minnesota Duluth, die University of Nebraska at Omaha, die University of North Dakota sowie die St. Cloud State University. Mit dem Abgang dieser sechs wären nur noch fünf Teams in der WCHA verblieben, wobei ein Erhalt der Conference mit weniger als sechs Mannschaften nicht den Statuten entsprochen hätte. Daher lud man die University of Alabama in Huntsville, die University of Alaska Anchorage, die University of Alaska Fairbanks, die Bowling Green State University, die Ferris State University, die Northern Michigan University sowie die Lake Superior State University in die Conference ein. Alle eingeladenen Hochschulen sagten zu (Bowling Green erst 2012, Alabama erst 2013, alle anderen bereits 2011), sodass die neu formierte WCHA aus zehn Mitgliedern in der Männer-Sektion bestand.

## Teilnehmer
Die Männer-Division hatte zuletzt zehn Mitglieder, die Frauenliga spielt mit sieben Teams.

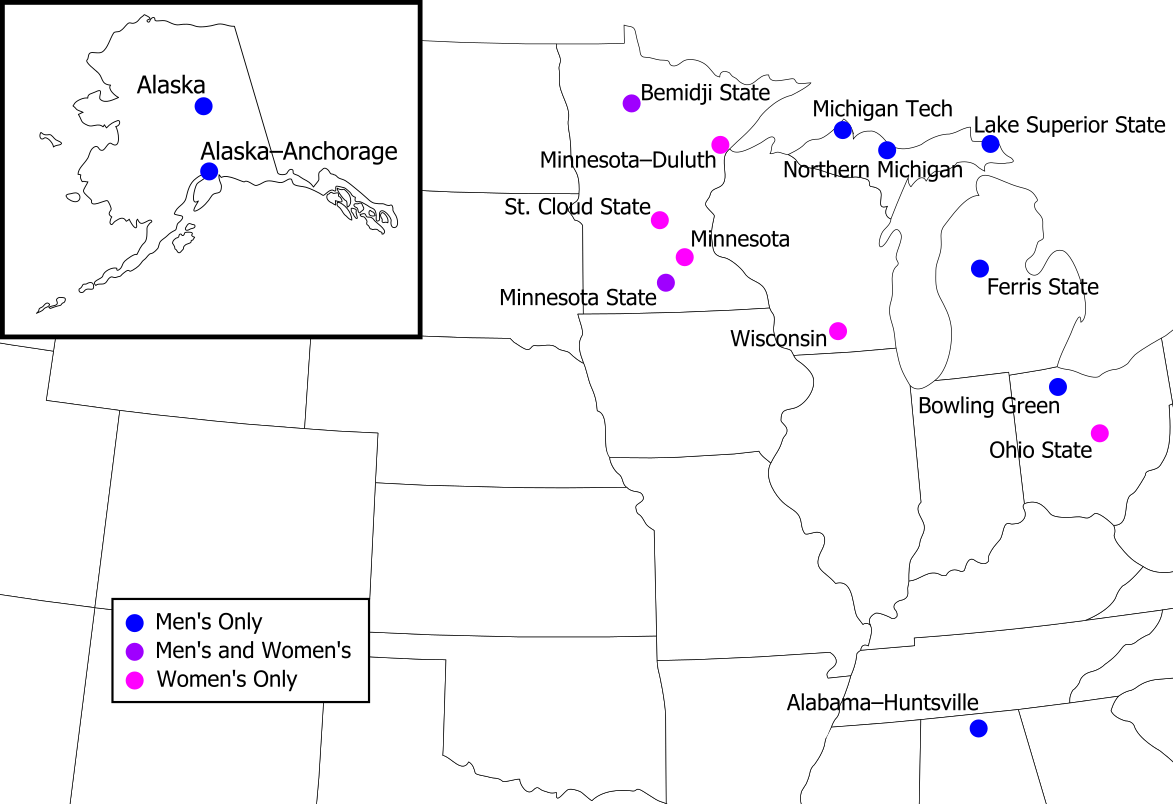
Die an der WCHA beteiligten Städte.
blau: Herren; pink: Frauen; violett: beide

| Institution                         | Stadt                  | Bundesstaat | Team- name     | Gründungs- jahr | Mitglied seit | Zugehörig- keit | Studenten- zahl | Universitäts- liga   |
| ----------------------------------- | ---------------------- | ----------- | -------------- | --------------- | ------------- | --------------- | --------------- | -------------------- |
| Bemidji State University            | Bemidji                | Minnesota   | Beavers        | 1919            | 1999          | Staatlich       | 4.800           | Northern Sun (D-II)  |
| University of Minnesota             | Minneapolis Saint Paul | Minnesota   | Golden Gophers | 1851            | 1951          | Staatlich       | 51.194          | Big Ten              |
| University of Minnesota Duluth      | Duluth                 | Minnesota   | Bulldogs       | 1947            | 1966          | Staatlich       | 10.500          | North Central (D-II) |
| Minnesota State University, Mankato | Mankato                | Minnesota   | Mavericks      | 1868            | 1999          | Staatlich       | 14.000          | North Central (D-II) |
| Ohio State University               | Columbus               | Ohio        | Buckeyes       | 1870            | 1999          | Staatlich       | 51.818          | Big Ten              |
| St. Cloud State University          | St. Cloud              | Minnesota   | Huskies        | 1869            | 1990          | Staatlich       | 14.252          | North Central (D-II) |
| University of St. Thomas            | Saint Paul             | Minnesota   | Tommies        | 1885            | 2021          | Privat          | 9.878           | The Summit League    |
| University of Wisconsin–Madison     | Madison                | Wisconsin   | Badgers        | 1848            | 1969          | Staatlich       | 41.169          | Big Ten              |

### Ehemalige Teilnehmer
| Institution                         | Stadt            | Bundesstaat | Team- name | Gründungs- jahr | Mitglied            | Zugehörig- keit | Studenten- zahl | Universitäts- liga     |
| ----------------------------------- | ---------------- | ----------- | ---------- | --------------- | ------------------- | --------------- | --------------- | ---------------------- |
| University of Alabama in Huntsville | Huntsville       | Alabama     | Chargers   | 1969            | 2013–2021           | Staatlich       | 7.700           | Gulf South (D-II)      |
| University of Alaska Anchorage      | Anchorage        | Alaska      | Seawolves  | 1977            | 1993–2021           | Staatlich       | 18.000          | Great Northwest (D-II) |
| University of Alaska Fairbanks      | Fairbanks        | Alaska      | Nanooks    | 1917            | 2013–2021           | Staatlich       | 9.380           | Great Northwest (D-II) |
| Bowling Green State University      | Bowling Green    | Ohio        | Falcons    | 1910            | 2013–2021           | Staatlich       | 19.764          | MAC                    |
| Ferris State University             | Big Rapids       | Michigan    | Bulldogs   | 1884            | 2013–2021           | Staatlich       | 14.560          | GLIAC (D-II)           |
| Northern Michigan University        | Marquette        | Michigan    | Wildcats   | 1899            | 1984–1997 2013–2021 | Staatlich       | 9.000           | GLIAC (D-II)           |
| Michigan Technological University   | Houghton         | Michigan    | Huskies    | 1885            | 1951–1981 1983–2021 | Staatlich       | 6.460           | GLIAC (D-II)           |
| Lake Superior State University      | Sault Ste. Marie | Michigan    | Lakers     | 1946            | 2013–2021           | Staatlich       | 2.907           | GLIAC (D-II)           |

- Colorado College (heute NCHC), 1951–2013
- University of Denver (heute NCHC), 1951–2013
- University of Michigan (heute Big Ten), 1951–1981
- Michigan State University (heute Big Ten), 1951–1981
- University of Nebraska Omaha (heute NCHC), 2010–2013
- University of North Dakota
  - Männer: 1951–2013 (heute NCHC)
  - Frauen: 2004–2017 (Frauen-Eishockey-Mannschaft eingestellt)
- University of Notre Dame (heute Big Ten), 1971–1981

## Meister

### Männer
- 1952: Colorado College
- 1953: Minnesota, Michigan
- 1954: Minnesota
- 1955: Colorado College
- 1956: Michigan
- 1957: Colorado College
- 1958: North Dakota, Denver
- 1959: —
- 1960: Denver, Michigan Tech
- 1961: Denver, Minnesota
- 1962: Michigan Tech
- 1963: Denver
- 1964: Denver
- 1965: Michigan Tech
- 1966: Denver, Michigan State
- 1967: Michigan State, North Dakota
- 1968: Denver, North Dakota
- 1969: Denver, Michigan Tech
- 1970: Michigan Tech, Wisconsin
- 1971: Denver, Minnesota
- 1972: Denver, Wisconsin
- 1973: Denver, Wisconsin
- 1974: Michigan Tech, Minnesota
- 1975: Michigan Tech, Minnesota
- 1976: Michigan Tech, Minnesota
- 1977: Wisconsin
- 1978: Colorado College, Wisconsin
- 1979: Minnesota, North Dakota
- 1980: Minnesota, North Dakota
- 1981: Michigan Tech, Minnesota
- 1982: Wisconsin
- 1983: Wisconsin
- 1984: Minnesota-Duluth
- 1985: Minnesota-Duluth
- 1986: Denver
- 1987: North Dakota
- 1988: Wisconsin
- 1989: Northern Michigan
- 1990: Wisconsin
- 1991: Northern Michigan
- 1992: Northern Michigan
- 1993: Minnesota
- 1994: Minnesota
- 1995: Wisconsin
- 1996: Minnesota
- 1997: North Dakota
- 1998: Wisconsin
- 1999: Denver
- 2000: North Dakota
- 2001: St. Cloud State
- 2002: Denver
- 2003: Minnesota
- 2004: Minnesota
- 2005: Denver
- 2006: North Dakota
- 2007: Minnesota
- 2008: Denver
- 2009: Minnesota-Duluth
- 2010: North Dakota
- 2011: North Dakota
- 2012: North Dakota
- 2013: Wisconsin
- 2014: Minnesota State
- 2015: Minnesota State
- 2016: Ferris State
- 2017: Michigan Tech
- 2018: Minnesota State
- 2019: Minnesota State
- 2020: Minnesota State
- 2021: Minnesota State

### Frauen

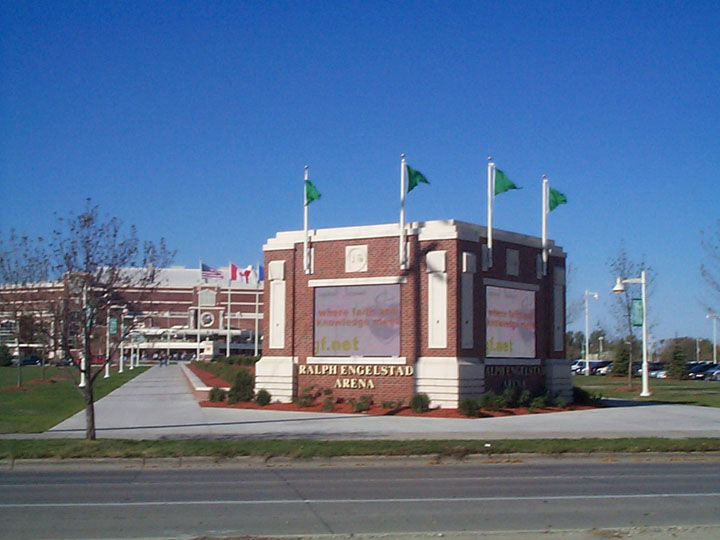
Ralph Engelstad Arena

- 2000: Minnesota-Duluth
- 2001: Minnesota-Duluth
- 2002: Minnesota
- 2003: Minnesota-Duluth
- 2004: Minnesota
- 2005: Minnesota
- 2006: Wisconsin
- 2007: Wisconsin
- 2008: Minnesota-Duluth
- 2009: Wisconsin
- 2010: Minnesota-Duluth
- 2011: Wisconsin
- 2012: Minnesota
- 2013: Minnesota
- 2014: Minnesota
- 2015: Wisconsin
- 2016: Wisconsin
- 2017: Wisconsin
- 2018: Minnesota
- 2019: Wisconsin
- 2020: Ohio State
- 2021: Wisconsin
- 2022: Ohio State
- 2023: Minnesota
- 2024: Wisconsin

## Spielstätten der Conference
| Mannschaft                | Arena                              | Kapazität |
| ------------------------- | ---------------------------------- | --------- |
| Bemidji State Beavers     | John S. Glas Field House           | 2.399     |
| Minnesota Golden Gophers  | Ridder Arena                       | 3.400     |
| Minnesota-Duluth Bulldogs | AMSOIL Arena                       | 6.600     |
| Minnesota State Mavericks | All Seasons Arena                  | 1.000     |
| Ohio State Buckeyes       | OSU Ice Arena                      | 1.415     |
| St. Cloud State Huskies   | Herb Brooks National Hockey Center | 5.763     |
| Wisconsin Badgers         | LaBahn Arena                       | 2.273     |
| St. Thomas Tommies        | St. Thomas Ice Arena               | 1.000     |